# Darryl O’Young

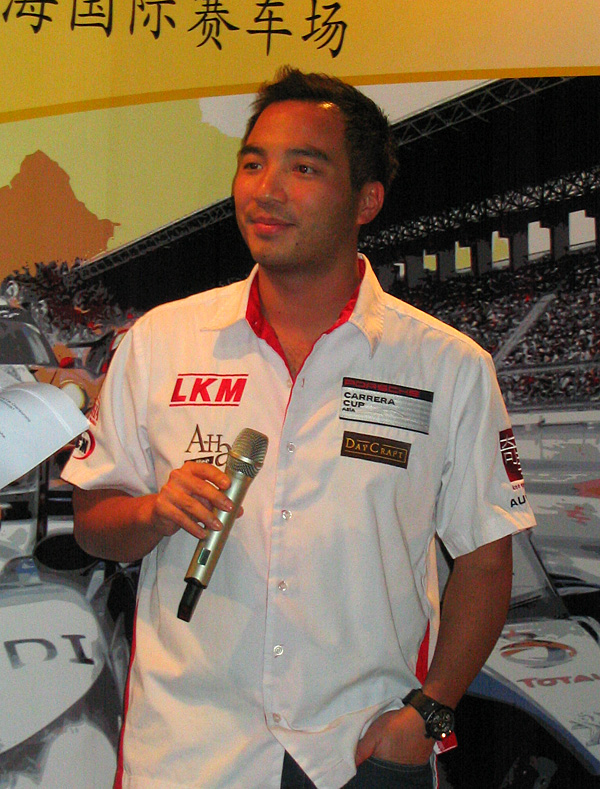
Darryl O’Young im Oktober 2010

Darryl O’Young Yeuk-Hay (chinesisch 歐陽若曦; * 26. März 1980 in Vancouver) ist ein chinesischer Automobilrennfahrer. Er lebt in Hongkong.

## Karriere

### Anfänge im Motorsport
O’Young begann seine Rennkarriere 1988 im Alter von acht Jahren. Trainiert von seinem Vater, bewies er sein fahrerisches Können im Kart und gewann zahlreiche Meisterschaften. Der Höhepunkt seiner Kart-Karriere wurde im Jahr 2000 mit dem Gewinn der kanadischen und der US-amerikanischen Meisterschaft erreicht.
Nach einer Saison in der Formel Ford startete er 2002 und 2003 in den Vereinigten Staaten in der Formel Renault, bevor er zu Beginn des folgenden Jahres in den Porsche Infineon Carrera Cup Asia wechselte.

### Sportwagen

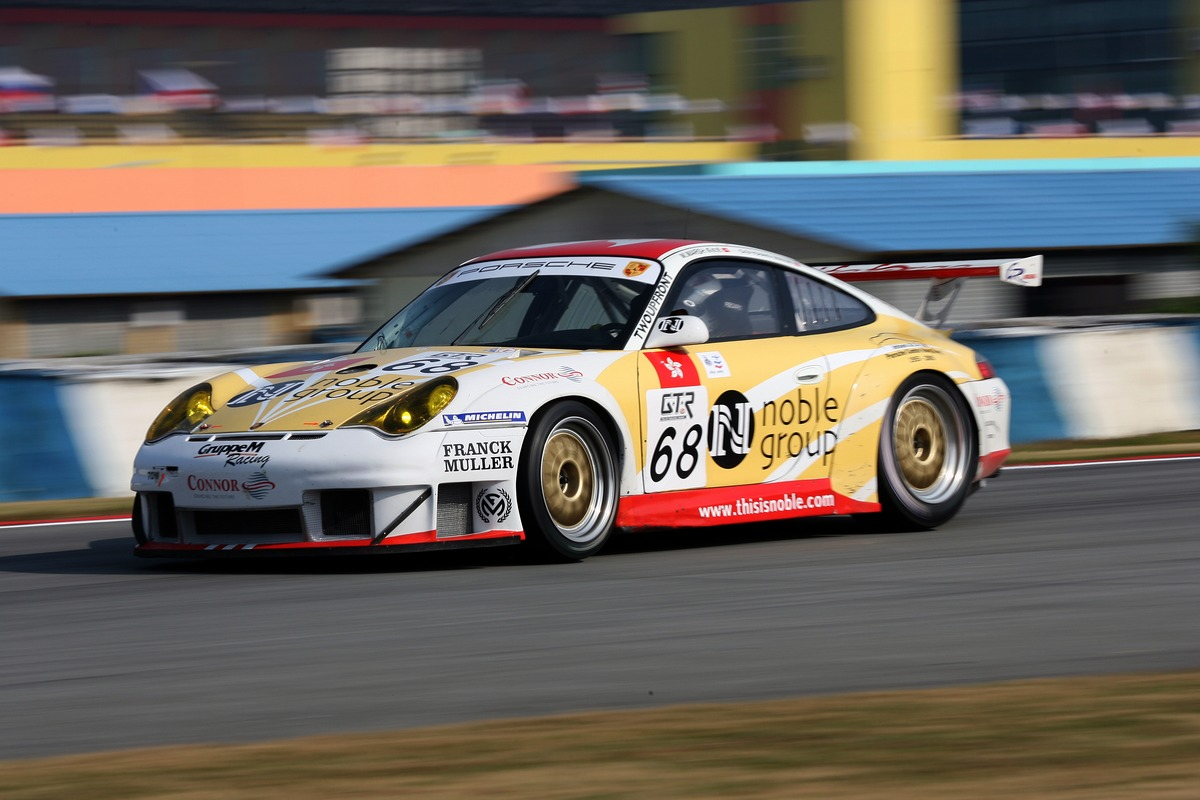
Der Porsche 996 GT3 RSR von Darryl O’Young beim FIA-GT-Rennen in Zhuhai 2005

2005 wurde O’Young Gesamtdritter des Porsche Infineon Carrera Cup Asia für Jebsen & Co, dem Porsche-Importeur aus Hongkong.
Er bekam in diesem Jahr außerdem die Möglichkeit, im Team Noble Group – Gruppe M Racing von Matthew Marsh in der Le Mans Endurance Series an den Start zu gehen. Die beiden traten mit einem Porsche 996 GT3 RSR bei drei Rennen an und erzielten in der GT2-Wertung einen Punkt.
O’Young hatte 2005 mit diesem Team auch einen Einsatz in der FIA-GT-Meisterschaft. Er steuerte bei dem chinesischen Rennen auf dem Zhuhai International Circuit mit seinem Teamkollegen Marsh einen Porsche 996 GT3 RSR und belegte den vierten Platz in der GT2-Klasse.
Im Jahr 2006 trat O’Young für das Renauer Motorsport Team bei den 24 Stunden von Spa an, konnte sich aber nicht klassieren.
Er wurde mit Team Jebsen im selben Jahr Sieger des Porsche Carrera Cup Asia, nachdem er sieben Rennen gewinnen konnte, darunter die beiden in Zhuhai.
2007 trat O’Young für das Schnabl Engineering – LKM – Team Jebsen im Porsche Mobil 1 Supercup an. Er war der erste Fahrer aus Hongkong, der an dieser Serie teilnahm.
Im Oktober und November fuhr er als Gaststarter die Rennen in Shanghai, Zhuhai und Macau des Porsche Carrera Cup Asia. Er gewann das Rennen in Macau, nachdem sein Gegner Danny Watts wegen Überholens unter gelber Flagge nachträglich eine 30-Sekunden-Strafe erhielt, und wiederholte damit sein Macau-Ergebnis von 2005.
2008 startete O’Young sowohl im Porsche Supercup als auch im Porsche Carrera Cup Asia. In letzterem wurde er mit 196 Punkten und vier Saisonsiegen zum zweiten Mal Meister. Außerdem gewann er den Macau GT Cup, der anstelle des einstigen Porsche-Carrera-Cup-Asia-Rennens ausgetragen wurde.
Für 2009 plante er, die gesamte Saison in der FIA-GT-Meisterschaft zu bestreiten – damit wäre O’Young der erste chinesische Rennfahrer gewesen, der eine vollständige Saison in dieser Serie absolviert hätte. Allerdings verpasste er das dritte Rennen in Oschersleben. Er belegte am Ende der Saison, in der er mit werksunterstützten Porsche des Typs 997 GT3 RSR des belgischen Prospeed Competition-Teams antrat, Rang 13 in der GT2-Wertung.
Im gleichen Jahr misslang die Titelverteidigung im Porsche Carrera Cup Asia; er musste sich mit Gesamtrang drei hinter Christian Menzel und Tim Sugden zufriedengeben.
Darüber hinaus bestritt O’Young zum ersten Mal in seiner Karriere in einem Porsche 997 GT3 RSR die 24 Stunden von Le Mans. Das Fahrzeug fiel nach 16 Stunden aus.
2010 nahm er am 24-Stunden-Rennen von Daytona teil und wurde mit seinen Teamkollegen 13. in der GT-Klasse. Außerdem sollte er für Phoenix in einem Audi sein Debüt in der DTM geben. Er startete jedoch nicht zum Rennen.

### Tourenwagen-Weltmeisterschaft
Seit 2010 geht O’Young in der Tourenwagen-Weltmeisterschaft für Bamboo Engineering an den Start. Im ersten Jahr war Harry Vaulkhard sein Teamkollege, 2011 Yukinori Taniguchi. 2012 ist es der Italiener Pasquale Di Sabatino. O’Young fährt in der Meisterschaft einen Chevrolet Cruze 1.6T.

## Statistik

### Le-Mans-Ergebnisse
| Jahr | Team                | Fahrzeug               | Teamkollege            | Teamkollege   | Platzierung     | Ausfallgrund |
| ---- | ------------------- | ---------------------- | ---------------------- | ------------- | --------------- | ------------ |
| 2009 | Endurance Asia Team | Porsche 997 GT3 RSR    | Philippe Hesnault      | Plamen Kralev | nicht klassiert |              |
| 2013 | AF Corse            | Ferrari 458 Italia GT2 | Piergiuseppe Perazzini | Lorenzo Casè  | Rang 26         |              |

### Einzelergebnisse in der FIA-Langstrecken-Weltmeisterschaft
| Saison | Team                | Rennwagen                | 1   | 2   | 3   | 4   | 5   | 6   | 7   | 8   |
| ------ | ------------------- | ------------------------ | --- | --- | --- | --- | --- | --- | --- | --- |
| 2013   | AF Corse            | Ferrari 458 Italia GT2   | SIL | SPA | LEM | SAO | AUS | FUJ | SHA | BAH |
| 2013   | AF Corse            | Ferrari 458 Italia GT2   | 26  |     |     |     |     |     |     |     |
| 2014   | Aston Martin Racing | Aston Martin Vantage GTE | SIL | SPA | LEM | AUS | FUJ | SHA | BAH | SAO |
| 2014   | Aston Martin Racing | Aston Martin Vantage GTE | 14  | 17  |     | 22  | 15  | 19  |     | 11  |